# L'Attaque de la femme de 50 pieds (film, 1993)
Pour les articles homonymes, voir L'Attaque de la femme de 50 pieds.
Pour plus de détails, voir Fiche technique et Distribution.
L'Attaque de la femme de 50 pieds (Attack of the 50 Ft. Woman) est un film américain réalisé par Christopher Guest, sorti en 1993. Il s'agit du remake de L'Attaque de la femme de 50 pieds sorti en 1958 et réalisé par Nathan Juran.

## Synopsis
Un groupe de touristes est accueilli dans un centre au milieu du désert, où on leur diffuse un film sur la vie de l’une des femmes les plus connues des États-Unis. Le film débute au milieu du désert, et l’on voit Nancy Archer dans son automobile, essayant de téléphoner à son mari au bureau. La secrétaire ne sait pas trop lui dire où il est, puisqu’il a disparu en prétextant une réunion à l’extérieur. Madame Archer paraît ne pas comprendre, voire être sceptique.
On la voit par la suite en consultation chez sa psychologue, expliquant que son mari Harry s’était déjà excusé pour avoir eu des aventures, et ne le referait pas. On comprend alors que le personnage de Nancy souffre d’être une épouse trompée, et qu’elle tente malgré tout de rester clémente envers son mari, et de sauver son couple, en rendant la vie plus facile à Harry et en étant patiente. Au moment de partir de chez la psychologue, on voit Nancy se faire mal au doigt et avoir une réaction assez violente, qui laisse présager toute la colère qu’elle contient à cause de cette situation familiale, et qui pourrait un jour exploser.
Sa psychologue lui demande alors « Nancy, que faites-vous lorsque vous êtes en colère ? ». Cette phrase va hanter l’esprit de Nancy, et être un élément déclencheur des événements qui suivent.
Elle se rend sur le parking d’un motel, où elle voit la voiture de son mari. Mais elle n’arrive pas à se résoudre à se libérer en brisant le pare-brise à l’aide d’une pierre. On apprend dans la foulée que Harry ne peut se résoudre à la quitter car c’est une femme très riche, et qui plus est, c’est la fille de son patron.
Madame Archer rentre chez elle seule dans la nuit, conduisant sur une route déserte. C’est alors qu’elle est éblouie par une lumière bleue. Elle s’arrête, et voit apparaître une soucoupe volante. Un laser rouge en surgit alors, qui se pointe directement sur le pendentif que porte Nancy autour du coup. Dès que le laser disparaît, la voiture de Nancy redémarre et elle s’enfuit. Elle retourne au motel, terrifiée, pour raconter à Harry ce qui lui est arrivé. La police la poursuit, elle raconte son histoire, mais personne ne la croit.
Harry y voit même l’occasion de la faire déclarer malade d’esprit, et de se voir confier la tutelle de sa fortune. Quant à son père, il vient la chercher et lui fait un sermon, en lui disant qu’elle décrédibilise sa famille et le met dans une situation très embarrassante.
Le lendemain, Mrs et Mr Archer se rendent ensemble dans le désert, afin d’essayer de revoir la soucoupe volante. Mr. Archer espère convaincre sa femme qu’elle n’a rien vu, et souhaite qu’elle accepte d’aller dans un centre de repos. Mais au beau milieu de la nuit, la soucoupe volante finit par apparaître, et une lumière bleue capture Nancy, laissant Harry impuissant au beau milieu du désert.
Durant la scène suivante, on se retrouve chez Honey, la maîtresse d’Harry. Elle est dans son appartement, et entend des bruits sur le toit. Elle y grimpe armée d’une hache, et se retrouve face à Nancy, qui s’évanouit. De retour chez elle, sa psychologue et docteur dit qu’elle va bien, mais que ses tests sanguins sont inquiétants, car les taux d’hormones y sont anormalement élevés. 
Harry et le père de Nancy en viennent à se disputer dans le salon, et pour la première fois de sa vie, Nancy va oser s’interposer et se mettre en colère face à eux. C’est alors qu’elle est envahie de sensations bizarres, et se met à grandir jusqu’à devenir une géante.
Tout le monde est épaté par cette incroyable transformation. Un soir, Nancy organise un dîner romantique pour elle et son mari, et alors qu’elle lui parle des possibilités qui s’offrent à eux, de la vie fantastique qu’ils pourraient mener maintenant qu’elle comme Gulliver, Harry réagit violemment, lui disant que l’amour dont elle parle est contre nature, et qu’elle est un monstre pathétique. Cette phrase de trop va faire exploser Nancy. Hélas, elle fait un malaise cardiaque et s’effondre sur le toit de la grange. Harry la croit morte, et se rend directement en ville pour prévenir sa maîtresse Honey de la nouvelle.
Mais Nancy se réveille, et se rend en ville, où elle est à la recherche de son mari. On la voit notamment regarder au-dessus de l’écran d’un cinéma en plein air où est diffusée la première version en noir et blanc de « L’attaque de la femme de cinquante pieds ».
Elle finit par retrouver Harry et Honey dans le salon de coiffure de cette dernière. Elle laisse la vie sauve à Honey, et réussit à attraper Harry alors qu’il tentait de s’enfuir dans sa voiture.
Poursuivie par des hélicoptères de police, elle part dans le désert, avec Harry dans sa main. Elle se retrouve finalement bloquée par des pylônes électriques. Les hélicoptères lui tirent alors dessus, et elle s’effondre sur la ligne à haute tension. Elle s’électrocute, et c’est alors qu’apparaît la soucoupe volante, qui projette une nouvelle fois sa lumière bleue sur Nancy, avant de l’emporter au loin avec Harry.
Durant la scène finale, on voit Harry avec deux autres maris dans une salle de thérapie, dans le vaisseau, et Nancy ainsi que deux autres femmes géantes, qui leur conseillent de bien réfléchir à leur comportement sur terre, et à la façon qu’ils avaient de considérer le sexe féminin.

## Fiche technique
- Titre original : Attack of the 50 Ft. Woman
- Titre français : L'Attaque de la femme de 50 pieds
- Réalisation : Christopher Guest
- Scénario : Joseph Dougherty
- Photographie : Russell Carpenter
- Montage : Harry Keramidas
- Pays d'origine : États-Unis
- Genre : comédie de science-fiction
- Date de sortie : 17 août 1994

## Distribution
- Daryl Hannah : Nancy Archer
- Daniel Baldwin : Harry Archer
- William Windom : Hamilton Cobb
- Frances Fisher : Dr. Theodora Cushing
- Cristi Conaway : Louise 'Honey' Parker
- Paul Benedict : Dr. Victor Loeb
- Lewis Arquette : Mr. Ingersol
- Xander Berkeley : Homme
- Hamilton Camp : Eddie
- Richard Edson : Tony
- Barry Watson : un garçon